# Braille
El  braille  és un sistema de lectura i escriptura tàctil pensat per a persones cegues. Va ser inventat pel francès Louis Braille (cec des dels tres anys) l'any 1824, quan només tenia 15 anys. Aquest sistema es va publicar per primer cop l'any 1829 i una reelaboració completa fou publicada l'any 1837.
El sistema braille és un codi de 63 caràcters, cadascun format per una combinació de fins a sis punts disposats en un caixetí de tres files i dues columnes. Per cada caixetí una determinada combinació d'aquests punts estarà en relleu i permetrà la codificació.

El sistema braille també és interessant perquè es tracta d'un sistema de numeració binari que va precedir la invenció dels ordinadors.

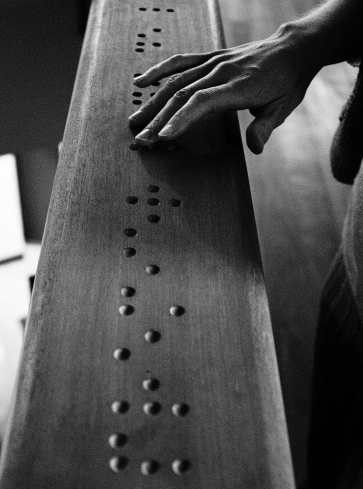
"PREMIER"

Louis Braille es va quedar cec a causa d'un accident durant la seva infantesa mentre jugava al taller del seu pare. Quan tenia 13 anys, el director de l'escola de cecs i sords de París on estudiava el jove Braille li va demanar que provés un sistema de lecto-escriptura tàctil inventat per un militar anomenat Charles Barbier per a transmetre ordres a llocs d'avançada sense tenir necessitat de delatar la posició durant les nits. Braille va descobrir al cap d'un temps que el sistema era vàlid i el va reinventar utilitzant un sistema de 8 punts. Al cap d'uns anys el va simplificar deixant-lo en el sistema universalment conegut i adoptat de 6 punts.

## L'alfabet Braille

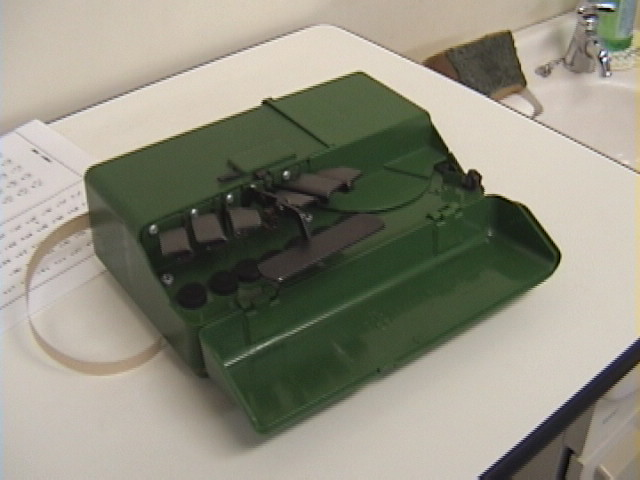
Màquina d'escriure braille.

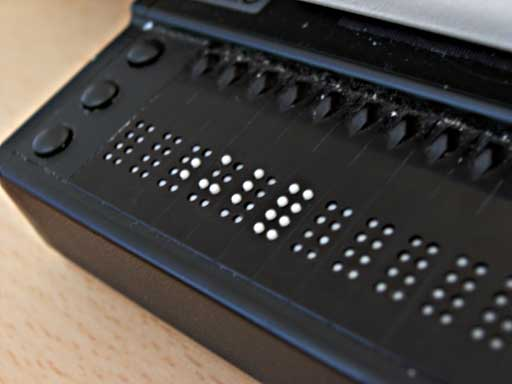
Interfície de lectura en Braille

Des 1825, any en què Louis Braille va idear el seu sistema de punts en relleu, les persones cegues han comptat amb una eina vàlida i eficaç per llegir, escriure, compondre o dedicar-se a la informàtica. El sistema braille no és un idioma, sinó un alfabet. Amb el braille es poden representar les lletres, els signes de puntuació, els números, la grafia científica, els símbols matemàtics, la música, etc. El braille consisteix en cel·les de sis punts en relleu, organitzats com una matriu de tres files per dues columnes, que convencionalment es numeren de dalt a baix i d'esquerra a dreta.
La presència o absència de punts permet la codificació dels símbols. Mitjançant aquests sis punts s'obtenen 64 combinacions diferents. La presència o absència de punts en cada posició determina de quina lletra es tracta. Com que aquestes 64 combinacions resulten clarament insuficients, s'utilitzen signes diferenciadors especials que, anteposats a una combinació de punts, converteixen una lletra en majúscula, bastarda, nombre o nota musical. En el braille en castellà, els codis de les lletres minúscules, la majoria dels signes de puntuació, alguns caràcters especials i algunes paraules es codifiquen directament amb un cel·la, però les majúscules i els nombres són representats a més amb un altre símbol com a prefix.
Hi ha signografia braille per representar taquigrafia (generat amb una màquina que marca els punts sobre una cinta de paper) i per a representar notacions matemàtiques, també anomenat Codi Matemàtica Unificat, i musicals.
Amb la introducció de la informàtica, el braille es va ampliar a un codi de vuit punts, de tal manera que una lletra individual pot ser codificada amb una sola cel·la, i es pot representar una cel qualsevol caràcter ASCII. Les 256 combinacions possibles dels vuit punts estan codificades segons l'estàndard Unicode.
D'altra banda, la introducció de les Tecnologies d'Accés a la Informació ha generat una necessitat d'establir noves signografies sobre informàtica i electrònica publicades per la CBE el gener de 2009.
El braille pot ser reproduït usant una planxa i un punxó, de manera que cada punt sigui generat des del dors de la pàgina, escrit en una imatge al revés (com la que s'obté en mirar per un mirall), fet a mà o imprès amb una màquina d'escriure braille, per una impressora braille connectada a un ordinador, o mitjançant un dispositiu Braille.

## Lletres i números

Disposició dels punts.

Símbol braille per la lletra Z

## Lletres i números[6]

A, 1
B, 2
C, 3
D, 4
E, 5
F, 6
G, 7
H, 8
I, 9
J, 0
K
L
M
N
O
P
Q
R
S
T
U
V
W
X
Y
Z
À
È
Ò
É
Ó
Í
Ú
Ï
Ü
Ç

## Símbols d'1 caixetí

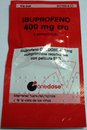
Unidosis farmacèutica amb Braille.

Punt " . " i apòstrof " ’ "
Punt final " . "
Coma ", " i punt volat " · "
Guionet " - "
Signe d'interrogació " ? "
Signe d'admiració " ! "
Punt i coma " ; "
Parèntesi d'obertura " ("
Parèntesi de tancament ") "
Cometes d'obertura " « "
Cometes de tancament " » "
Prefix numèric
Indicador de majúscules

El punt, la coma i el punt volat s'escriuen darrere l'última lletra sense deixar cap espai entremig.

## Símbols de 2 caixetins

- Guió " — ":

## Símbols de 3 caixetins
- Punts suspensius " … ":

Al canviar d'idioma es posa al davant un interruptor (el punt 5) que indica al lector que
el que segueix no està en la llengua utilitzada fins al moment.